# Sam Worthington
Samuel "Sam" Worthington (født 2. august 1976) er en prisvindende australsk skuespiller. Han er mest kendt for rollen som Marcus Wright i filmen Terminator Salvation og for rollen som Jake Sully i Avatar, begge fra 2009.
Worthington blev født i Godalming, Surrey, England. Han voksede op i Rockingham, Western Australia hvor han efter skolen blev optaget på John Curtin College of the Arts i Fremantle, og studerede skuespil på National Institute of Dramatic Art i Sydney.
Worthington's internationale filmkarriere begyndte med en serie af små roller i Hollywoodproduktioner som Hart's War (2002) og The Great Raid (2005), der blev filmet i Australien. Han var en af de adskillige skuespillere der var under overvejelse til at overtage rollen som James Bond efter Pierce Brosnan i filmen Casino Royale. Instruktøren Martin Campbell fastlog at det kun var Worthington og Henry Cavill, der var under seriøs overvejelse sammen med den tilslutvindende Daniel Craig. Han slog for alvor igennem i filmen Terminator Salvation fra 2009, hvor han spillede Marcus Wright.

## Filmografi
- Bootmen (2000)
- Hart's War 2002)
- Dirty Deeds (2002)
- Somersault (2004)
- The Great Raid 2005)
- Rogue (2007)
- Terminator Salvation (2009)
- Avatar (2009)
- Last Night (2009)
- The Debt (2010)
- Clash of the Titans (2010)
- Wrath of the Titans (2012)
- Man on a ledge (2012)
- Everest (2015)
- Hacksaw Ridge (2016)
- The Shack (2017)
- Avatar: The Way of Water (2022)
- Avatar 3 (2025)
- Avatar 4 (2029)